# Инета Радевича
Инета Радевича (лет. Ineta Radēviča; Краслава, 13. јул 1981) је летонска атлетичарка специјалиста за скок удаљ и троскок. На првом значајнијем такмичењу светском јуниорском првенству 2000. у Сантијаго де Чилеу Радевича у дисциплини скок удаљ пласирала се у финале и завршила на седмом месту. Учествовала је на Олимпијским играма у Атини 2004., али је такмичење у скоу удаљ и троскоку завршила у квалификацијама. Европско првенство у дворани 2005. у Мадриду резултатом 6,48 метара била је пета. Јуна исте године на такмичењу у Талину поправила је њен лични рекорд на 6,80 метара и пласирала се на Светском првенству у атлетици на отвореном 2005. у Хелсинкију, где је разочарала лошим скоковима и резултатом освојивши 20 место. На Светском првенству у дворани 2006. је пета, а на Европском првенству у дворани и 2007 у Бирмингема и Свестком првенству у дворани 2008. у Валенсији осма.
Летње олимпијске игре 2008. у Пекингу, пропустила је иако номинована јер је остала трудна После породиљске паузе Радевича се вратила на сцену 2010. и на Европском првенству на отвореном у Барселони постиже свој највећи успех освојивши златну медаљу. Победила је у скоку удаљ испред Португалке Наиде Гомес, који је постигла исту дужину. Постугнутим резултатом 6,92 Радевича је поставила национални рекорд Летоније. Добру форму је потврдила и на првенству света у Тегуу 2011, на којем је освојила бронзену медаљу даљином 6,76. Инета Радевича се 2005. развела од првог мужа атлетичара Виктора Лациса. Њен други муж је хокејаш Петар Счастливиј. Године 2004. позирала је за Плејбој.

## Резултати
| Година | Такмичење                          | Град      | Скок удаљ | Резултат | Троскок | Резултат |
| ------ | ---------------------------------- | --------- | --------- | -------- | ------- | -------- |
| 2003   | Европско првенство за јуниоре У-23 | Бидгошч   | 3         | 6,70     | 3       | 14,04    |
| 2005   | Европско првенство у дворани       | Мадрид    | 5         | 6,58     |         |          |
| 2006   | Светско првенство у дворани        | Москва    | 5         | 6,54     |         |          |
| 2007   | Европско првенство у дворани       | Бирмингем | 8         | 6,40     |         |          |
| 2008   | Светско првенство у дворани        | Валенсија | 6         | 6,54     |         |          |
| 2010   | Европско првенство на отвореном    | Барселона | 1         | 6,92 НР  |         |          |
| 2011   | Светско првенство на отвореном     | Тегу      | 3         | 6,55     |         |          |
| 2012   | Европско првенство на отвореном    | Хелсинки  | 6         | 6,76     |         |          |
| 2012   | Олимпијске игре                    | Лондон    | 4         | 6,88 ЛРС |         |          |